# Воронель, Александр Владимирович
Александр Владимирович Воронель (30 сентября 1931, Ленинград, СССР — 16 декабря 2024, Тель-Авив, Израиль) — российский и израильский физик, доктор физико-математических наук. Профессор. Отказник. Писатель, публицист.

## Биография
Сын Владимира Савельевича Полякова, погибшего на Ленинградском фронте в 1942 году. Носил фамилию отчима — Владимира Моисеевича Воронеля.
В 1946 году в возрасте 14 лет в Челябинске был арестован за составление и распространение рукописного журнала. Полгода отбывал срок в колонии для несовершеннолетних в посёлке Атлян Челябинской области, потом срок был заменён на условный. Близкий друг Воронеля Бенедикт Сарнов утверждает, что этот эпизод сыграл немаловажную роль в выборе Александром Владимировичем профессии
В 1954 году окончил с отличием физический факультет Харьковского университета. В 1954—1955 годах — преподаватель физики Саранского педагогического института.
С 1955 по 1973 годы работал в ВНИИФТРИ в Менделеево Московской области. Изучал термодинамику фазовых переходов, обнаружил, что изохорная теплоёмкость аргона становится бесконечной в критической точке жидкость — газ, эти работы получили мировое признание.
В 1962 году защитил кандидатскую диссертацию «Исследование формы критической изотермы чистого вещества вблизи критической точки».
С 1962 по 1969 годы — заведующий лабораторией.
Доктор физико-математических наук (1966, тема диссертации «Изучение особенности термодинамических величин в критической точке жидкость-пар чистого вещества»).
По совместительству — старший научный сотрудник в Объединённом Институте ядерных исследований (ОИЯИ) в Дубне (1964—1966) и профессор МФТИ (1968—1970).
Публикации в ЖЭТФ (Журнал экспериментальной и теоретической физики).
Включился в репатриацию евреев из СССР 1970-х годов. В 1972 году получил отказ на выезд в Израиль, был уволен с работы, находился в социальной изоляции.
В 1972—1974 годах — основатель и редактор самиздатского журнала «Евреи в СССР». Чтобы избежать преследований за «тунеядство», был оформлен секретарём Михаила Александровича Леонтовича.
Эмигрировал из СССР 27 декабря 1974 года, прибыл в Израиль 30 декабря.
Профессор Тель-Авивского университета.
С 1990 года — редактор популярного русскоязычного литературного журнала «22».
Умер 16 декабря 2024 года в возрасте 93 лет.

## Семья
Жена — драматург Нина Воронель, сын Владимир.

## Сочинения
- Трепет иудейских забот, 1976 [первое из изданий, опубликованное без ведома автора, вышло с ошибкой в названии]
- И вместе, и врозь. Минск, 2003[10]